# Kari Hiran
Kari Rasmusdatter Hiran var en norsk bonde, känd för sitt agerande under Karl XII:s krigståg mot Norge 1716.
Kari Rasmusdotter var gift med bonden Bent Aslessen på gården Hiran (senare Benteplassen) i Krokskogen. Hennes make kallades ibland historiskt Bent Finne eftersom paret ryktades vara Norges första invandrare från Finland, men i själva verket ska paret ha kommit från Tyristrand.
1716 invaderades Norge av Karl XII av Sverige, som erövrade Oslo och planerade att söka upp den norska huvudstyrkan. Kari Hiran erbjöd sig att ge svenska armén felaktiga upplysningar om den norska arméns antal och planer. Under förhör av de svenska officerarna lyckades hon övertyga dem om att den norska armén vid Nordkleiva var betydligt större än den var. Resultatet var att svenskarna uppgav detta försök att erövra Norge. Hiran ansökte hos staten om en belöning, men fogden på Ringerike tog åt sig äran och rekommenderade att hon endast skulle få tre års skattefrihet och två riksdaler för omaket.
År 1956 restes en minnessten över Kari Hiran vid Benteplassen.